# Harry Tavitian
Harry Tavitian (n. 11 august 1952, Constanța, România) este un pianist de jazz român contemporan. El "…este cel mai important jazzman român contemporan" (International Herald Tribune / 19 Oct 1990)

## Biografie
Harry Tavitian s-a născut într-o familie de armeni din Constanța. A studiat pianul clasic de la vârsta de 6 ani. La 17 ani a început să cânte blues, după ce-a asistat la un concert de-al lui Memphis Slim în Brașov. A absolvit Academia de Muzică București. La 22 de ani a participat la prima ediție a Festivalului de Jazz de la Sibiu și a cântat la patru mâini cu Richard Oschanitzky într-un jam-session. Din 1976 s-a dedicat exclusiv jazz-ului. În 1978, la Constanța, a pus bazele grupului Creativ cu care a câstigat, în 1980, premiul I pentru debut la Festivalul Internațional de Jazz Sibiu. În perioada 1978-1987 a condus Clubul de Jazz din cadul Bibliotecii Județene Constanța și a organizat, la Teatrul Dramatic, seria de evenimente "Atelier de improvizație", manifestare singulară pe plan național, însumând 35 de ediții. În 1992 a înființat Fundația Culturală Harry Tavitian, prin care a continuat seria de Ateliere și a sprijit formarea unor tineri muzicieni, plasticieni și scriitori talentați, majoritatea grupați în Asociația Arte/Litere ASALT, unde s-a cristalizat noua generație de scriitori și artiști ai Constanței. Din ianuarie 1990 și până în prezent este realizator al emisiunilor "Jazz Context" și "Nația și Civilizația Armenilor" de la Radio Constanța.
Harry Tavitian a susținut în cei peste 35 de ani de activitate nenumărate concerte peste hotare, în Rusia, Lituania, Franța, Italia, Germania, Bulgaria, Portugalia, Republica Moldova, Serbia, Polonia, Scoția, Ungaria, Grecia, Turcia, Olanda, SUA, Armenia (ca invitat personal al președintelui Armeniei), Slovacia, Elveția, Cehia, Austria sau Slovenia. 
Din 2009 este cetățean de onoare al orașului Vălenii de Munte, iar din 2011 este și cetățean de onoare al Constanței.

## Discografie

### LP-uri
- HORIZONS (Leo Records, Londra, 1985) - cu George Mănescu, Cătălin Frusinescu, Alexandru Ianoș, Corneliu Stroe
- TRANSYLVANIAN SUITE (Leo Records, Londra, 1986) - cu Corneliu Stroe
- EAST-WEST CREATIV COMBINATIONS (Electrecord, București, 1988) - cu Hans Kumpf, Reinhart Hammerschmidt, Corneliu Stroe
- CREAȚIUNEA (Electrecord, București, 1991) - cu Corneliu Stroe

### CD-uri
- THERE'S ALWAYS A HOPE (Sofia, 1993) - cu Anatoly Vapirov
- BLACK SEA ORCHESTRA (Atena, 1998)
- AXIS MUNDI (București, 1999) - cu Orient Express
- OLD BALKAN RHAPSODY - pian solo. Înregistrări din concert la Europa Festival Jazz-Noci, Italia, 26 iunie 1993 și Szeged, Ungaria, 18 aprilie 2000.
- OPEN END - cu Hans Kumpf / clarinet. Înregistrat la Tonstudio Zuckerfabrik, Stuttgart – 16 noiembrie 1984.
- BALKAZ - cu Mihai Iordache / saxofoane. Înregistrat la București - 23 septembrie 2004
- DANCIN' ROUND THE BLACK SEA - cu Anatoly Vapirov. Înregistrare live în Varna, Bulgaria - 19 decembrie 2001
- BIRTH - cu Cserey Csaba / baterie, darbuka, buhai, zurgălăi. Înregistrat în București - 10 octombrie 2008
- LIVE AT COMBURG ABBEY - cu Hans Kumpf / clarinet. Înregistrare live la Comburg - Schwäbisch Hall, Germania -3 iunie 2008

### Casete
- OPEN END - cu Hans Kumpf
- ALONE - pian solo
- ROOTS - cu Blues Community (Cătălin Rotaru, Corneliu Stroe, Hanno Höfer)
- SONATAS IN SOLITUDE - cu Eugen Gondi
- LAST ROMANTIC - cu Anatoly Vapirov